# Lönchen
Un Lönchen (tibétain : བློན་ཆེན་, Wylie : blon chen, THL : lönchen ou gung lön chen po (tibétain : གུང་བློན་ཆེན་པོ, Wylie : gung blon chen po, THL : gung lön chenpo est un chancelier ou premier ministre de l'empire du Tibet (629 – 877).[réf. nécessaire]
Pendant la période du Ganden Phodrang (1642–1959), Thubten Gyatso, le 13e dalaï-lama avait 3 lönchen.

## Quelques Lönchen

### Empire du Tibet
- Omade Lotsen (en)
- Gar Tongtsen Yülsung, de 661 à 667, puis de 652 à 659
- Gar Tsenye Dompu, de 667 à 685
- Gar Trinring Tsendro, de 685 à 699
- Khu Mangpoje Lhasung, de 704 à 705
- We Trisig Shangnyen, de 705 à 721
- We Tadra Khonglo, de 727 à 728
- Bel Kyesang Dongtsab, de 747 à 755
- We Trisumje Tsangshar (en)

### Période du Ganden Phodrang
- Paljor Dorje Shatra (nom de règne, Shatra (Bshad sgra), nom personnel, Paljor Dorje (Dpal ’byor rdo rje) (1860–1919))[2]